# Karkala (taluk)
Karkala là một taluk thuộc huyện Udupi District, bang Karnataka. Thủ phủ đặt tại thị trấn Karkala.

## HÌnh ảnh

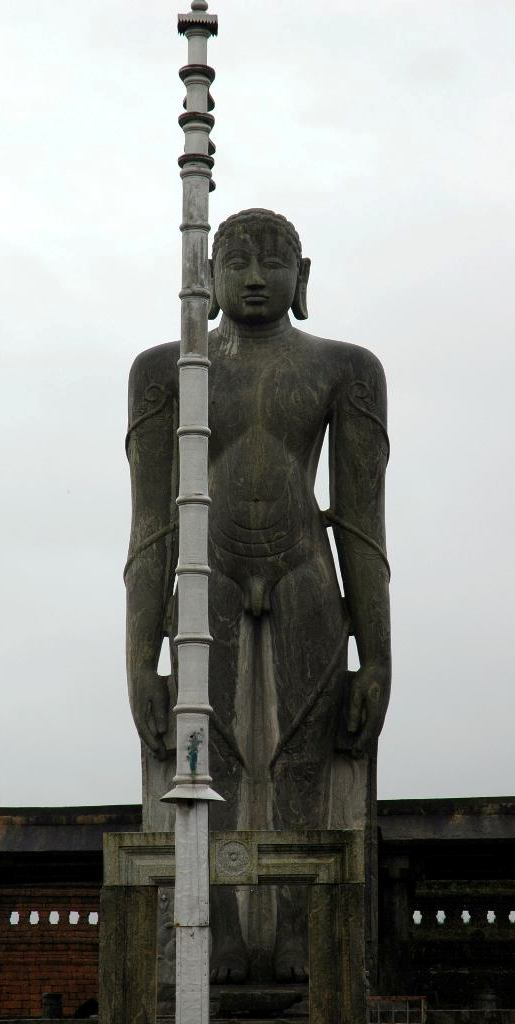
Bahubali on the rock hill, Karkala
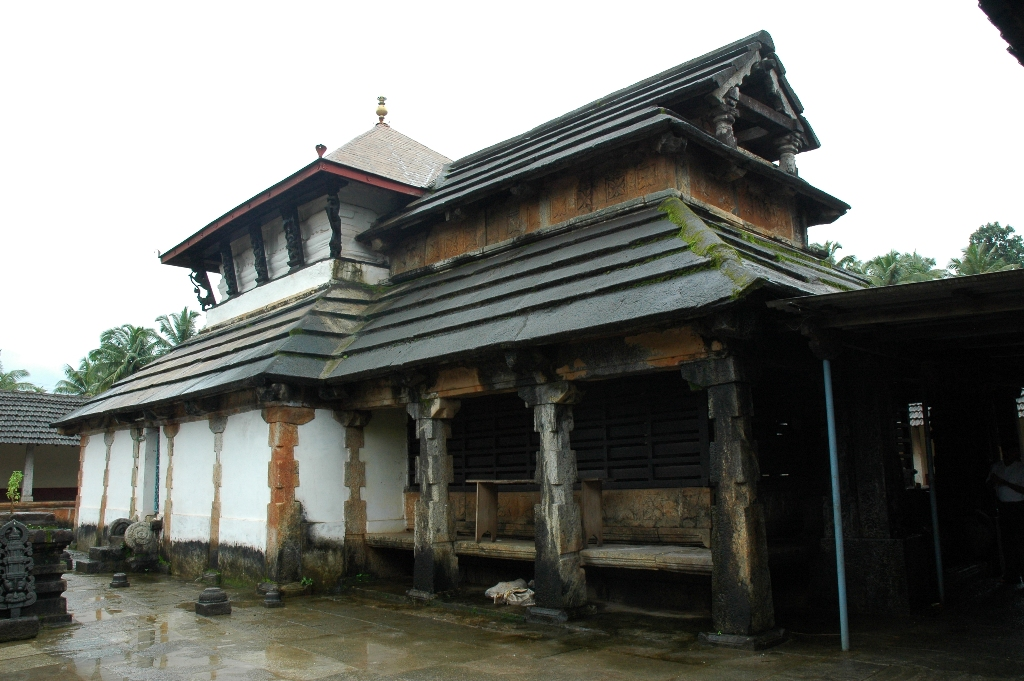
Anathapadmanabha, Karkala
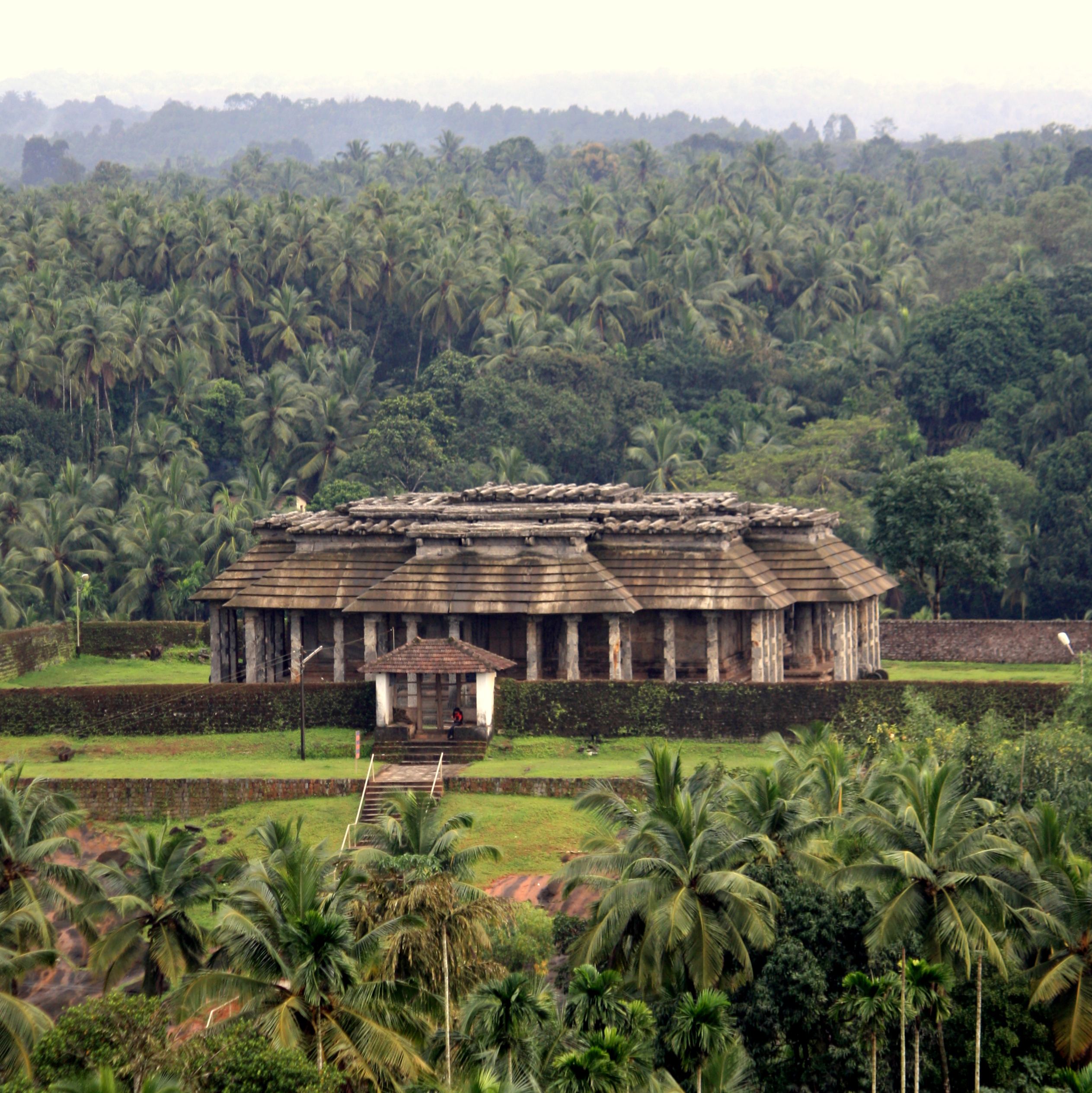
Chaturmukha Basadi, Karkala
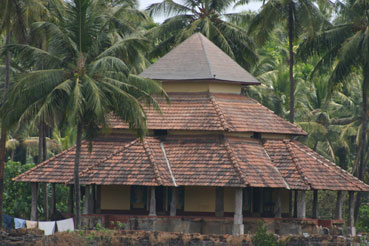
Padmavati Basadi
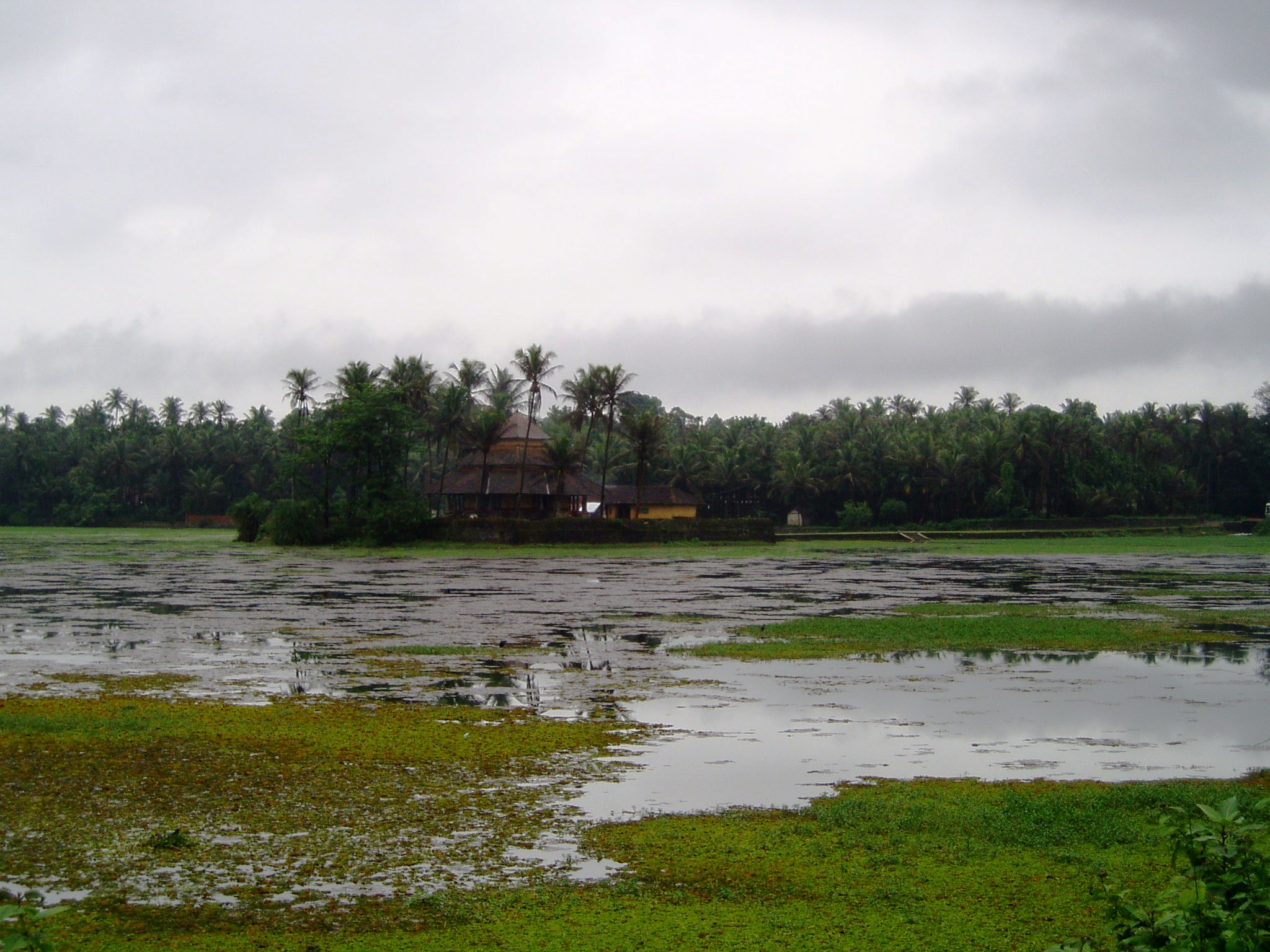
Varanga Jain temple at the center of pond in Karkala